# هجليج ثلاثي الزهر
هجليج ثلاثي الزهر (الاسم العلمي:Balanites triflora) هي نوع من النباتات يتبع جنس الهجليج من الفصيلة الرطريطية.